# Памятник воинам-землякам (Эмиссы)
Памятник воинам-землякам, участникам Великой Отечественной войны 1941—1945 гг. — памятник в селе Эмиссы, посвящённый участникам Великой Отечественной войны. Является объектом культурного наследия местного (муниципального) значения.

## Общее описание
Расположен по адресу: Республика Саха (Якутия), Амгинский улус (район), Эмисский наслег, в центре с. Эмиссы. Памятник был открыт в 1985 году..
Памятник состоит из:
- Обелиск в две ступени и четыре грани бревенчатый, покрытых обшивкой листового металла;
- Стела бетонная прямоугольная;
- Стела бетонная в форме пирамиды;
- Мемориальные таблички гранитные тёмного цвета;
- Мемориальные таблички дюралюминиевые;
- Основание бетонное;
- Фундамент бетонный;
- Вечный огонь бетонный[1].

## Фото
- Яндекс фото Архивная копия от 6 сентября 2021 на Wayback Machine